# Türkischer Ringerverein Berlin
Der Türkische Ringerverein Berlin 1981 e. V. (TRV Berlin) ist ein Ringsportverein aus Berlin, der von 2007 bis 2009 in der ersten Bundesliga vertreten war. Noch im Sommer 2009 zog sich die Mannschaft aus der Regionalliga, in die man nach der Bundesliga-Saison 2009/10 versetzt worden war, zurück.

## Geschichte
Der Verein wurde im Jahr 1981 von ringerbegeisterten türkischen Bürgern gegründet. Mit dabei war auch der spätere 1. Vereinspräsident und langjährige Trainer Abdurrahman Cay. Mannschaftskapitän zu Bundesligazeiten war Ramazan Aydin, der auch schon bei Aalen und Goldbach beschäftigt war. Ferner trat auch der mehrfache Deutsche Meister Mesut Okcu für die Berliner Mannschaft an.
| Platzierungen seit 2003 | Platzierungen seit 2003        | Platzierungen seit 2003 | Platzierungen seit 2003 |
| ----------------------- | ------------------------------ | ----------------------- | ----------------------- |
| 2003/04                 | Regionalliga Nord/Ost          | 7. Platz (von 7)        |                         |
| 2004/05                 |                                |                         |                         |
| 2005/06                 | 2. Bundesliga Ost              | 7. Platz (von 10)       |                         |
| 2006/07                 | 2. Bundesliga Nordost          | 2. Platz (von 8)        | Relegation – Aufstieg   |
| 2007/08                 | 1. Bundesliga Nord             | 2. Platz(von 8)         | DM Achtelfinale         |
| 2008/09                 | 1. Bundesliga Nord             | 4. Platz (von 8)        | DM Achtelfinale         |
| 2009/10                 | Regionalliga Mitteldeutschland | Rückzug                 |                         |
| 2010/11                 |                                |                         |                         |
| 2011/12                 |                                |                         |                         |
| 2012/13                 | Oberliga Nordost               | 4. Platz (von 4)        |                         |

Nach der Zweitligasaison 2006/07 stieg die Mannschaft in die 1. Bundesliga auf. Dazu gratulierte unter anderem der türkische Ministerpräsident Recep Tayyip Erdoğan. Nach dem Aufstieg erreichte die Mannschaft in der Saison 2007/08 den 2. Platz in der Staffel Nord hinter dem 1. Luckenwalder SC und qualifizierte sich somit für die Play-offs, in denen man jedoch im Achtelfinale ausschied. Auch 2008/09 erreichte der Verein das Achtelfinale. Nach dieser Saison zog sich der Verein aus der Bundesliga zurück und plante für die drittklassige Regionalliga, aus der man sich jedoch noch vor Saisonbeginn ebenfalls zurückzog. Im Jahr 2009 gründeten die ehemaligen Spitzensportler des Türkischen Ringervereins unter der Führung von Sedat Dagdemir, Hikmet Karadag und Ramazan Aydin den Weddinger Ringerverein Berlin 09 e. V.